# Salimata Dembélé
Pour les articles homonymes, voir Dembélé.
Salimata Dembélé, née en 1962 à Bamako, est une joueuse malienne de basket-ball.

## Carrière
Salimata Dembélé pratique le basket-ball depuis ses huit ans, commençant au poste d'ailière avant de s'installer au poste de meneuse de jeu.
Elle évolue en club à partir de 1974 au Stade malien, remportant la Coupe du Mali en 1982 contre l'AS Real Bamako. Joueuse de l'équipe du Mali de 1975 à 1985, elle dispute trois phases finales de Championnat d'Afrique, terminant 7e en 1977, 4e en 1981 et en 1984. 
Elle arrête sa carrière en 1985 à l'âge de 23 ans, à l'étonnement des supporters et des dirigeants, après son mariage en 1983 et la naissance de son premier enfant en 1984. Elle travaille depuis dans le monde des assurances.